# Grande Tête de By
La Grande Tête de By (3588 m s.l.m.) è una montagna delle Alpi Pennine al confine fra Italia e Svizzera.

## Descrizione
Dal versante italiano una via di salita passa dal Rifugio Franco Chiarella all'Amianthé, dal quale è possibile raggiungere il Col d'Amianthé (3340 m) per un canale a fondo detritico esposto al rischio di caduta sassi. Dal colle si segue la cresta formata da rocce rotte sino in vetta.

## La prima ascensione
La prima ascensione conosciuta risale al 7 luglio 1894 e fu effettuata da alcuni topografi svizzeri capeggiati da Max Rosenmund.